# Marcus Vervier
Marcus Vervier (* 1811 in Würzburg; † 1891) war ein deutscher Verwaltungsjurist.
Vervier kam 1861 als Landrichter nach Alzenau. Nach der Trennung von Justiz und Verwaltung und der Errichtung von Distriktsverwaltungsbehörden war er ab dem 1. Juli 1862 der erste Bezirksamtmann des Bezirksamts Alzenau. Von 1866 bis 1872 war er Bezirksamtmann in Gemünden.